# Gli altri racconti di Canterbury
Gli altri racconti di Canterbury è un film del 1972 diretto da Mino Guerrini.

## Trama
Il film è suddiviso in quattro episodi.
Nel primo Elena ha una relazione "contro natura" con il despota di Brindisi ai danni del marito.
Nel secondo Olimpia sfugge alla violenza del marito cercando "l'abbraccio" di un frate e poi dell'intero convento.
Nel terzo una donna coglie il marito in adulterio; nell'ultimo episodio uno scultore di figure religiose viene cornificato e mazziato.